# 皇家戰士
《皇家戰士》（英語：Royal Warriors）是1986年香港警匪動作片，由鍾志文導演，曾謹昌編劇，孟海任武術指導，楊紫瓊、真田廣之、王敏德主演。

## 演員
- 楊紫瓊 飾 Michelle（美茜）楊子，香港高級督察（粵語配音：盧素娟）
- 真田廣之 飾 山本，日本特警（粵語配音：朱子聰）
- 王敏德 飾 Michael（米高）王兆文，飛機艙航空護航員（粵語配音：鄧榮銾）
- 白鷹
- 陳惠敏 飾 李仲青（粵語配音：楊捷康）
- 林威
- 金興賢 飾 劫機者
- 曾江 飾 警司
- 陳敬
- 秦沛 飾 警察（粵語配音：盧雄）
- 陳國新
- 仁和令子 飾 山本太太
- 柯受良
- 劉兆銘
- 許紹雄
- 胡楓
- 羅蘭
- 韓馬利
- 黎漢持
- 鄭孟霞

## 獎項
| 頒獎典禮            | 獎項         | 名單 | 結果 |
| ------------------- | ------------ | ---- | ---- |
| 第6屆香港電影金像獎 | 最佳動作指導 | 孟海 | 提名 |

## 外部連結
- 香港影庫上《皇家戰士》的資料（繁體中文）
- 豆瓣电影上《皇家戰士》的資料 （简体中文）
- 互联网电影数据库（IMDb）上《皇家戰士》的资料（英文）